# Iridoide

Lactol-Form von Iridodial

Iridomyrmecin

Iridoide sind sekundäre Pflanzenstoffe, die in mehr als 50 Pflanzenfamilien gefunden wurden. Mittlerweile sind mehr als 2500 verschiedene Iridoide bekannt. Die Iridoide gehören zur Gruppe der Monoterpenoide, d. h. dass sie aus zwei Isopreneinheiten – C5-Körpern – synthetisiert werden und ihr Grundgerüst im einfachsten Fall neben zehn Kohlenstoffatomen (C10-Grundgerüst) auch Heteroatome (Sauerstoff) aufweist. Bei den Iridoiden handelt es sich um bicyclische Monoterpenoide mit einem dimethylierten, kondensierten Cyclopenta[c]pyran-Ring, wobei eine oder beide Methylgruppen durch oxidativen Abbau fehlen können (C9- bzw. C8-Grundgerüst). Der Name des Grundkörpers Iridodial sowie von Iridomyrmecin leiten sich von der Ameisengattung Iridomyrmex ab; im Wehrsekret der Spezies Iridomyrmex purpureus wurde Iridodial erstmals 1956 isoliert.

## Typische Iridoide

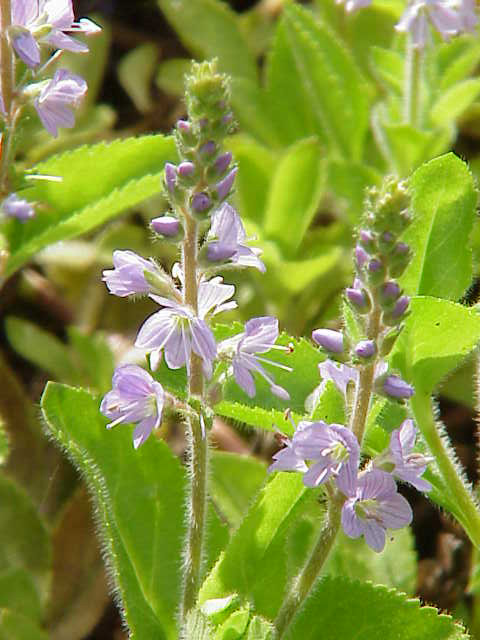
Echter Ehrenpreis (Veronica officinalis)

Zu den typischen Iridoiden gehören beispielsweise Aucubin und Catalpol aus Spitzwegerich (Plantago lanceolata) oder  Echtem Ehrenpreis (Veronica officinalis) sowie Loganin aus Bitterklee (Menyanthes trifoliata). In Arten der Gattung der Baldriane, z. B. im Echten Baldrian (Valeriana officinalis) liegen mit den Valepotriaten dreifach veresterte Iridoide vor. Auch die Teufelskralle (Harpagophytum procumbens) enthält mit Harpagid und seinen Estern Iridoidglycoside.

## Funktion von Iridoidglycosiden
Iridoide dienen der Abwehr von Fressfeinden der Pflanzen, sie entfalten aber auch antimikrobielle Wirkung und bieten der Pflanze Schutz vor Mikroorganismen (Bakterien und Pilze). Iridoide zeichnen sich unter anderem durch einen außergewöhnlich bitteren Geschmack aus. So werden herbivore Insekten und Wirbeltiere (Vertebraten) vom Fressen abgehalten.

## Iridoidglycoside und Glycosidasen
Iridoide liegen in der Pflanzenzelle häufig als Glycoside vor, das heißt, sie sind häufig über eine O-glycosidische Bindung an ein Monosaccharid – häufig D-Glucose – gebunden. Als Glycosid entfalten sie für die Pflanze selbst keine toxische Wirkung, da sie als gut wasserlösliche Substanzen wie viele andere sekundäre Pflanzeninhaltsstoffe wahrscheinlich in der Zellsaft-Vakuole gespeichert werden. Durch die Kompartimentierung innerhalb der Pflanzenzelle wird vermieden, dass die Glycoside mit Enzymen in Verbindung kommen, welche den kovalent gebundenen Zucker abspalten können und damit die Iridoide aktivieren. Tatsächlich besitzen Pflanzen, die toxische Glycoside synthetisieren, häufig ein „passendes“ Enzym, welches die entsprechenden Glycoside mit einer hohen Affinität umsetzt. Wird die Pflanze nun von Fressfeinden befallen (Herbivorie), wird durch das Fressen die Kompartimentierung innerhalb der Pflanzenzellen aufgehoben, indem das Pflanzengewebe zerstört wird. Glycosidasen, welche oftmals in der Plasmamembran gebunden vorliegen, können jetzt mit den aus der Vakuole freigesetzten Iridoidglycosiden in Berührung kommen. Das Monoterpen wird von dem Zuckermolekül durch enzymatische Katalyse hydrolytisch abgespalten und das toxische Aglycon wird freigesetzt. Das Aglycon ist biologisch sehr reaktiv. Durch die Freisetzung des Aglycons werden die Proteine in nächster Umgebung denaturiert und verlieren so ihren Nährwert.
Neben der abschreckenden Wirkung der Iridoide als bittere Geschmacksstoffe hat auch der Konsum von iridoidhaltigem Pflanzenmaterial negative Auswirkungen auf den Organismus der pflanzenfressenden Tiere.
Viele Tiere besitzen Verdauungsenzyme, welche ebenso wie die pflanzlichen Enzyme in der Lage sind, die glycosidische Bindung zwischen dem Glukosemonomer und dem Iridoid zu spalten. Dadurch wird im Darm das toxische Iridoid aus dem verdauten Pflanzengewebe freigesetzt und im Darm sowie im Speisebrei vorhandene Proteine werden denaturiert. Damit sinkt einerseits die Verwertbarkeit der Proteine im Speisebrei als Nahrung, andererseits können aber auch Membranproteine in der Darmwand und andere tierische Proteine im Darm beschädigt werden. Wenn nicht angepasste Insektenlarven iridoidhaltige Pflanzen fressen, wirkt sich das in Form von geringerem Wachstum bis hin zu erhöhter Letalität aus.
Es gibt unterschiedliche evolutionäre Strategien, wie Tiere mit giftigen Substanzen in ihrer Nahrung kurzfristig und langfristig klarkommen. Eine kurzfristige Strategie ist die folgende: Viele Tiere vermeiden es einfach, Pflanzen zu fressen, die bitter schmecken. Wenn es die Umgebung erlaubt, wechseln sie einfach die Futterpflanze. Eine andere Möglichkeit besteht in einer langfristigen Anpassung an die toxischen Inhaltsstoffe in den Futterpflanzen. Hierbei üben die toxischen Pflanzeninhaltsstoffe einen stark negativen Selektionsdruck auf die Individuen und Populationen aus. Nur solche Individuen können überleben, die effiziente Detoxifikationsmechanismen haben. Davon hängt natürlich auch das langfristige Überleben von Populationen ab.

## Synthese von Iridoidglycosiden in Pflanzen
Die Biosynthese von Iridoidglycosiden wird seit Ende der 1970er Jahre mit Hilfe von gelabelten Iridoid-Vorstufen untersucht. Sie variiert bei verschiedenen Gattungen leicht. Allgemein kann angenommen werden, dass Iridoidglycoside in Pflanzen ausgehend von 8-epi-Iridodial und 8-epi-Desoxyloganinsäure synthetisiert werden (siehe auch Sampaio-Santos & Kaplan, 2001). Die Biosynthese der Isoprenoide findet vorwiegend in den Plastiden statt.

## Synthese und Funktion von Iridoiden in tierischen Organismen
Nicht nur in Pflanzen werden Iridoide und deren Derivate gebildet, in geringem Umfang werden Iridoide bzw. Iridoidglycoside auch bei einigen wenigen Arten der Insekten und Spinnentiere als chemischer Abwehrstoff synthetisiert (beispielsweise Actinidin, Chrysomelidial, Dolichodial, Iridodial, Nepetalacton, Plagiodial). Von verschiedenen Blattkäfern (Chrysomelidae) werden Iridoide de novo synthetisiert und in Wehrdrüsen als Wehrsekret gespeichert. Andere Blattkäfer nehmen isoprenoide Vorstufen aus ihren Futterpflanzen auf und nutzen diese zur Synthese von spezifischen Iridoiden, die ebenfalls in den Wehrdrüsen gespeichert werden. Hierbei werden die isoprenoiden Vorstufen über die Mitteldarmwand der Käfer aufgenommen. Dabei passieren sie spezifische Transportmoleküle (Carrier) und gelangen in die Hämolymphe. Von der Hämolymphe werden sie ebenfalls über Carrier in die Wehrdrüsen überführt. In den Wehrdrüsen selbst findet dann die Synthese des Wehrsekretes statt. Bei Bedrohung werden Tröpfchen des Wehrsekretes dorsal ausgeschieden. Sobald ein Fressfeind damit in Berührung kommt, wird er durch den stark bitteren Geschmack vom Fressen abgehalten. Frisst das an dem Käfer interessierte Tier denselben trotz des bitteren Geschmacks, dann findet im Darm außerdem die oben beschriebene enzymatische Spaltung der Iridoidglycoside statt, was wiederum proteindenaturierende Effekte hat.